# Giuliano Bugiardini
Giuliano Bugiardini (Florença, 29 de janeiro de 1475 - Florença, 17 de fevereiro de 1554) foi um pintor italiano do final da Renascença, período conhecido como Maneirismo, que trabalhou principalmente em Florença.
É também conhecido como Giuliano di Piero di Simone. Estudou com Domenico Ghirlandaio e, em 1503, entrou para a Companhia de São Lucas, que mais tarde se chamaria (Academia de São Lucas), e associou-se a Mariotto Albertinelli.
Vasari afirma que Bugiardini ajudou Michelangelo em 1508 com seu trabalho na Capela Sistina.